# Rob Duyf
Rob Duyf est un tireur sportif néerlandais.

## Palmarès
Rob Duyf a remporté l'épreuve Hizadai (réplique) et s'est classé second à l'épreuve Sugawa(réplique)aux championnats du monde MLAIC organisés en 2004 à Batesville  aux États-Unis.